# Robert Dwayne Gruss
Robert Dwayne Gruss (n. Texarkana, Arkansas, Estados Unidos, 25 de junio de 1955) es un piloto de aviación, instructor de vuelo, obispo católico y teólogo estadounidense.

## Inicios y formación
Nació un 25 de junio del año 1955 en la ciudad estadounidense de Texarkana, situada en el Estado de Arkansas.
Después de graduarse en secundaria por el "Edgerton High School" en Edgerton (Wisconsin), obtuvo un grado por el instituto tecnológico "Madison Area Technical College" (MATCH) en Madison (Wisconsin).
Seguidamente se convirtió en piloto de aviación tras obtener la licencia de piloto comercial (CPL) por la escuela de vuelo "Spartan College of Aeronautics and Technology" en Tulsa (Oklahoma).
Desde que consiguió la licencia ha estado trabajando como piloto chárter, instructor de vuelo y piloto corporativo.

### Formación religiosa
Tiempo más tarde descubrió su vocación religiosa y eso le llevó a iniciar sus estudios eclesiásticos para lograr el sacerdocio. 
En 1990 obtuvo una licenciatura en Teología por la "St. Ambrose University" en Davenport (Iowa).
Seguidamente se trasladó a Italia, donde en 1993 obtuvo una licenciatura en Teología Sagrada y en 1994 un máster en Teología Espiritual por la Universidad Pontificia de Santo Tomás de Aquino (Angelicum) de la ciudad de Roma.
Una vez regresó a los Estados Unidos fue ordenado sacerdote para la diócesis de Davenport por el entonces obispo William Edwin Franklin, en la Catedral del Sagrado Corazón de Davenport el día 2 de julio de 1994.

## Ministerio pastoral
Tras su ordenación en 1994 comenzó su ministerio pastoral como vicario parroquial de la Iglesia de San Pablo Apóstol en Davenport.
Desde 1997 también ejerció de vicario parroquial en la Iglesia de San Antonio en Knoxville, en la Iglesia del Sagrado Corazón en Melcher-Dallas y en la Iglesia de Santa María en Pella, en la cual a partir de 1999 pasó a ser el Pastor.
Luego desde 2004 hasta 2007 fue director de Vocaciones Diocesanas y desde 2005 hasta 2007 también fue Canciller Diocesano.
Después regresó a la ciudad de Roma para ocupar el puesto de Vicerrector del Pontificio Colegio Norteamericano hasta su regreso en el 2010 que pasó a ser Pastor y Rector de la Catedral del Sagrado Corazón de Davenport.
Durante estos años cabe destacar que la Santa Sede le otorgó el título honorífico de Capellán de Su Santidad, pasando a obtener el rango de Monseñor.

## Carrera episcopal
El 26 de mayo de 2011 ascendió al episcopado cuando el Papa Benedicto XVI le nombró como nuevo obispo de la diócesis de Rapid City, en sucesión de Blase Joseph Cupich quien pasó a ser arzobispo metropolitano de Chicago.
Recibió la consagración episcopal en el "Rushmore Plaza Civic Center" de Rapid City (Dakota del Sur) el día 28 de julio de ese mismo año, a manos del entonces Arzobispo Metropolitano de Saint Paul y Minneapolis, John Clayton Nienstedt en calidad de consagrante principal.
Sus co-consagrantes fueron el entonces Obispo de Davenport, Martin John Amos y el entonces Obispo de Fargo, Samuel Joseph Aquila.
Tomó posesión oficial de esta diócesis tras una eucaristía especial de bienvenida que tuvo lugar en la Catedral de Nuestra Señora del Perpetuo Socorro.

## Títulos honoríficos
| Título                  | Fecha          | Otorgado por        | Lugar               |
| ----------------------- | -------------- | ------------------- | ------------------- |
| Capellán de Su Santidad | agosto de 2007 | Papa. Benedicto XVI | Ciudad del Vaticano |